# Los Arcs
Leis Arcs (nom occità) (en francès: Les Arcs, Les Arcs-sur-Argens) són un municipi francès, situat al departament del Var i a la regió de Provença – Alps – Costa Blava. L'any 1999 Leis Arcs tenien 5.334 habitants.

## Demografia
| Evolució de la població |      |      |      |      |      |      |      |      |
| 1793                    | 1800 | 1806 | 1821 | 1831 | 1836 | 1841 | 1846 | 1851 |
| -                       | -    | -    | -    | -    | -    | -    | -    | -    |

| 1856  | 1861 | 1866  | 1872 | 1876 | 1881 | 1886  | 1891 | 1896  |
| ----- | ---- | ----- | ---- | ---- | ---- | ----- | ---- | ----- |
| 2 769 | -    | 2 758 | -    | -    | -    | 2 831 | -    | 2 562 |

| 1901 | 1906 | 1911  | 1921 | 1926 | 1931 | 1936 | 1946 | 1954 |
| ---- | ---- | ----- | ---- | ---- | ---- | ---- | ---- | ---- |
| -    | -    | 2 976 | -    | -    | -    | -    | -    | -    |

| 1962  | 1968  | 1975  | 1982  | 1990  | 1999  | 2006 | 2011 | 2016 |
| ----- | ----- | ----- | ----- | ----- | ----- | ---- | ---- | ---- |
| 3 140 | 3 324 | 3 324 | 3 786 | 4 744 | 5 344 | -    | -    | -    |

| 2019 | - | - | - | - | - | - | - | - |
| ---- | - | - | - | - | - | - | - | - |
| -    | - | - | - | - | - | - | - | - |

## Administració
| Període   | Identitat        | Partit        |
| --------- | ---------------- | ------------- |
| 1989-2001 | René Meissonnier |               |
| 2001-2003 | Thierry Textoris | UMP           |
| 2003-2008 | René Meissonnier |               |
| 2008-     | Alain Parlanti   | Divers gauche |

## Nascut a Leis Arcs
- Guillaume-Antoine Olivier (1756-1814), entomòleg